# Бореловский, Марцин
Марцин Мацей Бореловский (пол. Marcin Maciej Borelowski; 29 октября 1829, Новорут, Краковская республика— 6 сентября 1863, близ Батожа, Царство Польское), известный также под прозвищем Лелевель — польский националист, революционер. Активный участник Польского восстания 1863 года.
Полковник повстанческих войск.

## Биография до восстания
Марцин Бореловский родился в деревне Новорут, пригороде Кракова, 29 октября 1829 года. Отец — ремесленник Кароль Бореловский. Мать — Агнешка Бореловская. По профессии колодезник (строитель колодцев). В 16 лет принял активное участие в краковском восстании 1846 года. После подавления мятежа был вынужден покинуть родной город, так как тот вошёл в состав Австрийской империи, а наиболее активные участники восстания подлежали аресту.
Принимал участие в «Весне народов». Избежав ареста, сумел перейти границу с Царством Польским и в начале 1850-х годов поселился в Варшаве. Работал по специальности.

## Участие в Восстании 1863 года
В начале 1862 года Бореловский наладил связь с подпольными польскими националистическими организациями. Изначально был курьером посланий между ними. Через несколько месяцев вступил в радикальную организацию «Красных», в составе которой стал помогать подготовке вооруженного мятежа против российской администрации. В частности отвечал за накопление оружия и формирование добровольческих отрядов.
С началом мятежа, в январе 1863 года присягнул на верность созданному Польскому национальному правительству, которым был произведён в полковники и назначен командующим всеми повстанческими силами в Люблинском и Подляском воеводствах. Объединил под своим началом около 300 человек, в числе которых был польский поэт Мечислав Романовский и самый молодой участник восстания 13-летний Феликс Ридель. Отряд получил звучное название «бригада Бореловского».
Первый крупный бой его отряда с регулярными войсками состоялся 12 (24) марта 1863 года под Краснобрудом. Однако из-за невыгодных для мятежников условий рельефа и битвы, бригада Бореловского, потеряв из 300 человек около 60 убитыми и ранеными, была вынуждена отступать.
В следующий раз удача была на стороне Бореловского, и 4 (16) апреля его бригада одержала победу над регулярными войсками в бою под Боровыми Млынами.
18 (30) мая бригада вновь потерпела сокрушительное поражение под Хруслиной, потеряв из 180 человек более 22 убитыми.
Летом 1863 года по приказу национального правительства, Бореловский вместе со своей бригадой перешёл австрийскую границу, чтобы пополнить наличные силы. В итоге к августу 1863 года бригада Бореловского насчитывала около 700 человек личного состава.
В середине августа 1863 года получил приказ возвращаться в зону, охваченную восстанием. В ночь с 13 на 14 (25 на 26) августа получил незамедлительный приказ национального правительства выдвинуться на помощь разбитому 12 (24) августа в бою под Файлавицами отряду Михала Гейденрейха. Соединившись по пути с отрядом Каятана Тешковского и отрядом венгерских конных добровольцев из 30 человек под командованием Эдуарда Нярого Бореловскому удалось объединить под своим командованием около 1230 человек и 22 августа (3 сентября) выдержать ожесточенный бой под Панасовкой с отрядом регулярных войск, высланным для ликвидации этого соединения.
После сражения (обе стороны объявили о своей победе) Тешковский и Бореловский вновь разъединились. Тешковский со своим отрядом отошёл на северо-запад, а Бореловский — на юг, в направлении Горая.
Во время отдыха в Отроче его бригада была атакована отрядом казаков, и Бореловский был вынужден отойти ещё южнее, в направлении на Батож, где уже 25 августа (6 сентября) 1863 года весь его отряд был полностью разбит, попав в засаду регулярных войск на Совиной Горе.
В ожесточенной перестрелке Бореловский получил два огнестрельных ранения в ногу и живот, от которых скончался на месте.

## Память
Марцин Бореловский был захоронен в братской могиле на кладбище Батожа, вместе с остальными погибшими в этом бою мятежниками. В 1933 году над их могилой был насыпан курган и установлен обелиск с надписью «Прохожий, передай Родине, что за неё любимую, мы здесь полегли!». Именем Марцина Бореловского были названы улицы в нескольких городах Польши — в Люблине, Кракове, Вроцлаве и ряде других.